# Jacques Bertaux
Pour les articles ayant des titres homophones, voir Jacques Berthault et Jacques Bertho.
Pour les articles homonymes, voir Bertaux.
Jacques Bertaux, né en 1741 à Harcy et mort le 1er juin 1813 à Paris, est un peintre et graveur français.

## Biographie
Jacques Bertaux épouse Cécile Françoise Zimmermann. Le couple donne naissance à Luce-Antoinette-Émilie (née en 1770), Louis Jacques (né en 1773), et Dominique Alexandre (né en 1777).
Peintre de scène de genre et élève de Jean-Jacques Bachelier, il représente notamment des chasses à courre, réalise un Paysage champêtre en 1786 puis s'oriente vers les scènes de batailles. Il est à quelques occasions graveur à l'eau forte.
En 1797, sa fille Luce-Antoinette-Émilie épouse le député François Emmanuel Toulongeon.
Au salon de l'an IX (1801), il présente une scène de la bataille de Poltava.
Il peint de nombreux sujets révolutionnaires, parmi lesquels on remarque la grande toile représentant la Prise du palais des Tuileries, lors du la journée du 10 août 1792.
En octobre 1802, son fils Dominique Alexandre meurt à l'âge de 24 ans. Il est inhumé au cimetière de Sainte-Catherine (la tombe en marbre est aujourd'hui au Musée Carnavalet). Fervent amateur de musique et de peinture, Dominique Alexandre est possiblement l'auteur du portrait exposé au Salon de 1801 sous le nom Bertaux fils.
En 1804, Bertaux immortalise le cortège impérial se rendant à Notre-Dame pour la cérémonie du sacre dans sa toile La traversée du Pont-Neuf (Musée Carnavalet).
Il meurt au no 38 de la rue du Cherche-Midi à l'âge de 72 ans.
Cécile Françoise Zimmermann devient, après le décès de François Emmanuel Toulongeon, tutrice des trois enfants de son gendre : Alexandre-Charles-Emmanuel, Émilie-Jeanne-Hippolyte, et Luce-Chantal .

## Œuvres exposées aux Salons parisiens
Extrait de la Base de données du site salons.musee-orsay.fr :
- Combat de Cavalerie & de Hussards, au Salon de 1793
- Attaque d’un Village, au Salon de 1793
- Un Combat de Hussards, au Salon de 1793
- Un Espagnol à cheval, au Salon de 1793
- Un Tableau représentant la Journée du 10 Août 1792, au Salon de 1793
- Marche de Bagages, au Salon de 1795
- Un Camp, au Salon de 1795
- Combat de hussards et de différentes troupes, au Salon de 1796
- Deux pendans. Hussards rejoignant leur camp, au Salon de 1796
- Deux pendans. Marches de troupes, au Salon de 1796
- Deux tableaux, pendans ; la Vue d’un camp / Marche de troupes et de bagages, au passage d’une rivière, au Salon de 1796
- Deux, idem [Tableaux, pendans]. Un cheval et une charrette. Un cheval et une charrue, au Salon de 1796
- Déroute d’infanterie, poursuivie par des hussards, au Salon de 1796
- Attaque d’un convoi par des hussards, au Salon de 1800
- Bataille de Pultava, gagnée par le czar Pierre-le-Grand, sur Charles XII, roi de Suède, Histoire de Charles XII, par Voltaire, au Salon de 1800
- Un champ de bataille, au Salon de 1801
- Un cheval au vert, au Salon de 1801
- Une escarmouche de Hussards dans un bois, au Salon de 1802
- Combat de Nazareth, au Salon de 1802

Œuvres de Jacques Bertaux
Prise du palais des Tuileries, cour du Carrousel, 10 août 1792, Châteaux de Versailles et de Trianon.
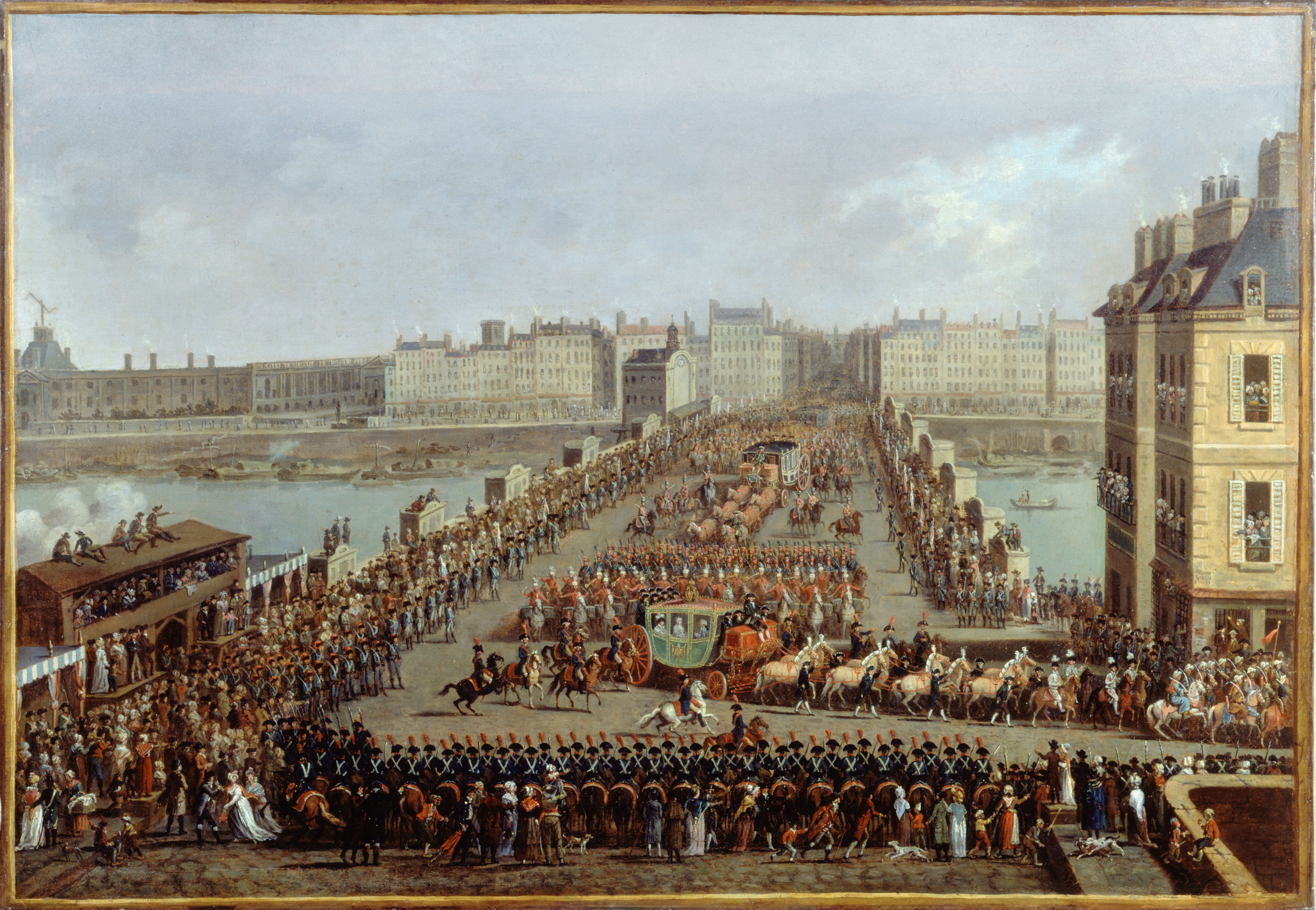
Le cortège impérial se rendant à Notre-Dame pour la cérémonie du sacre, le 2 décembre 1804 La traversée du Pont-Neuf, Musée Carnavalet.
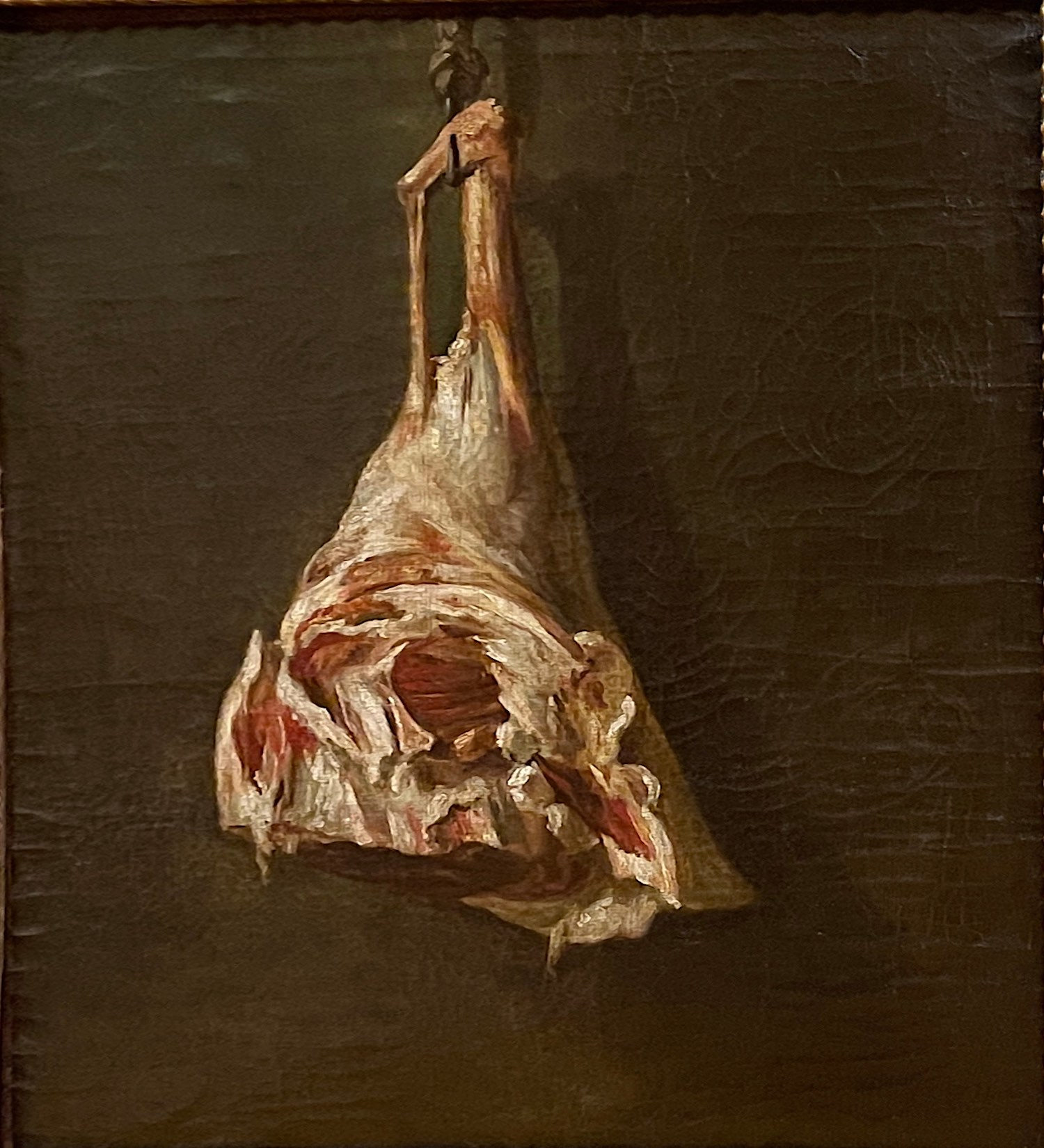
Un Gigot.
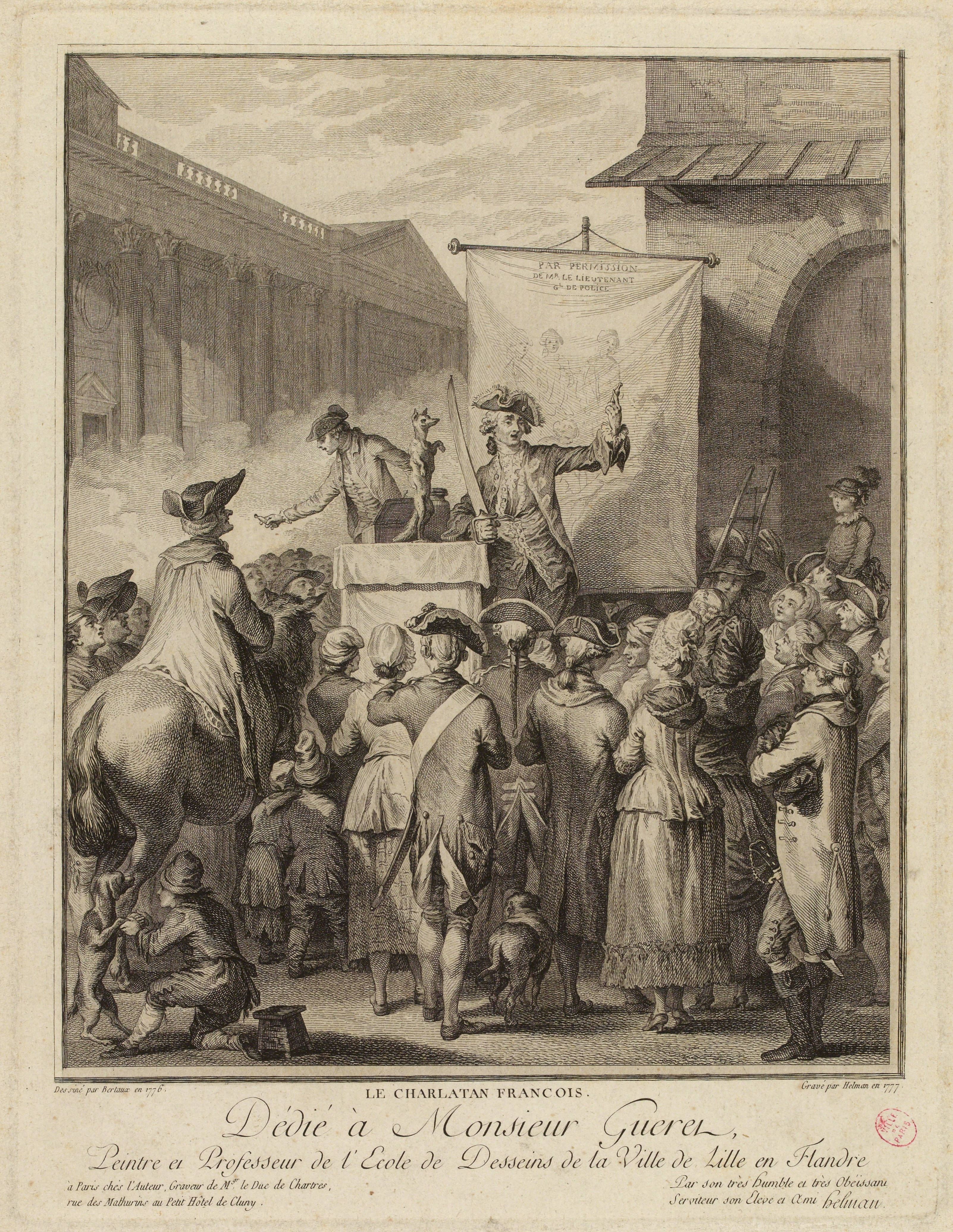
Le charlatan François, Musée Carnavalet.
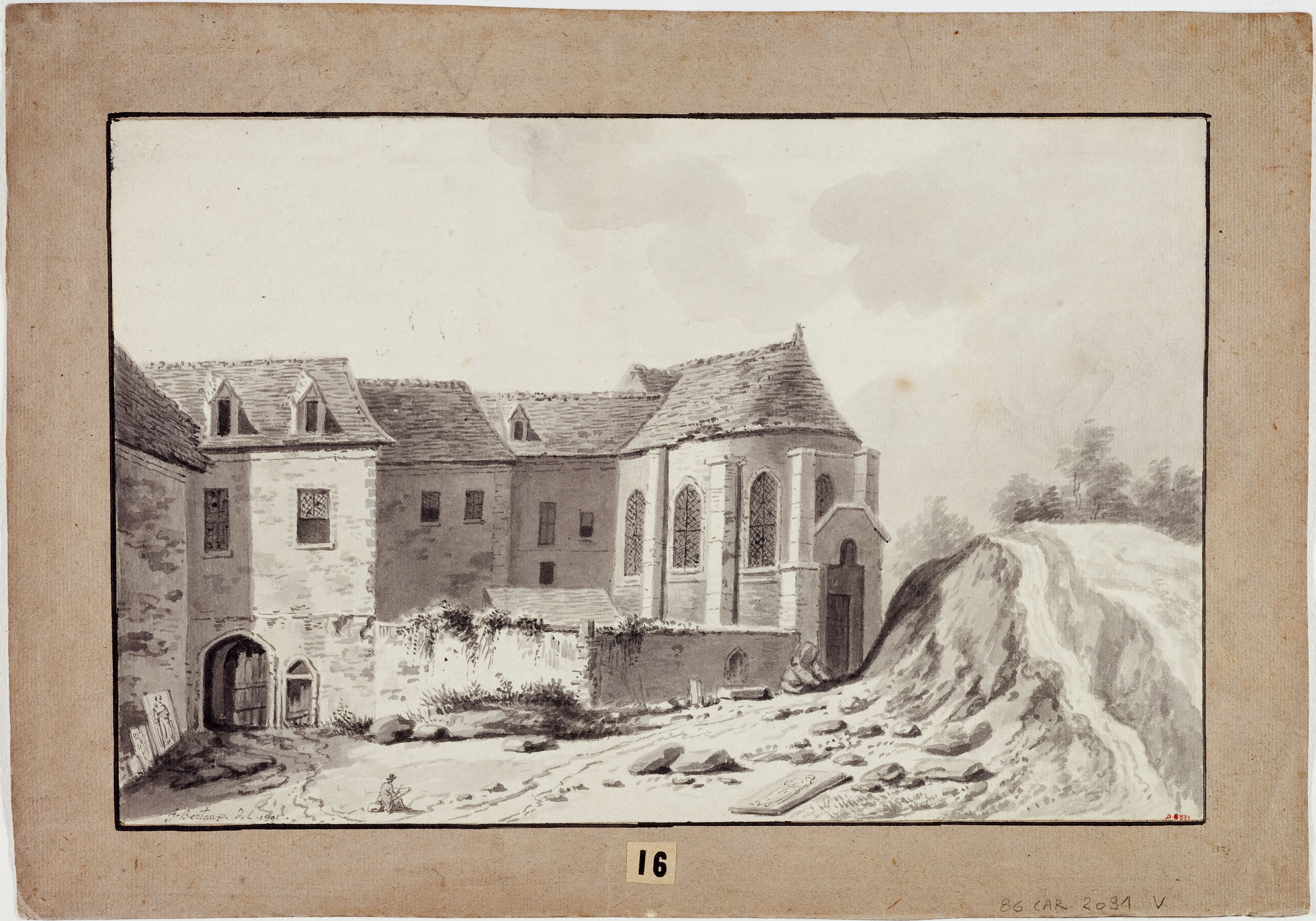
Démolition de l'église des Chartreux de Paris, Musée Carnavalet.
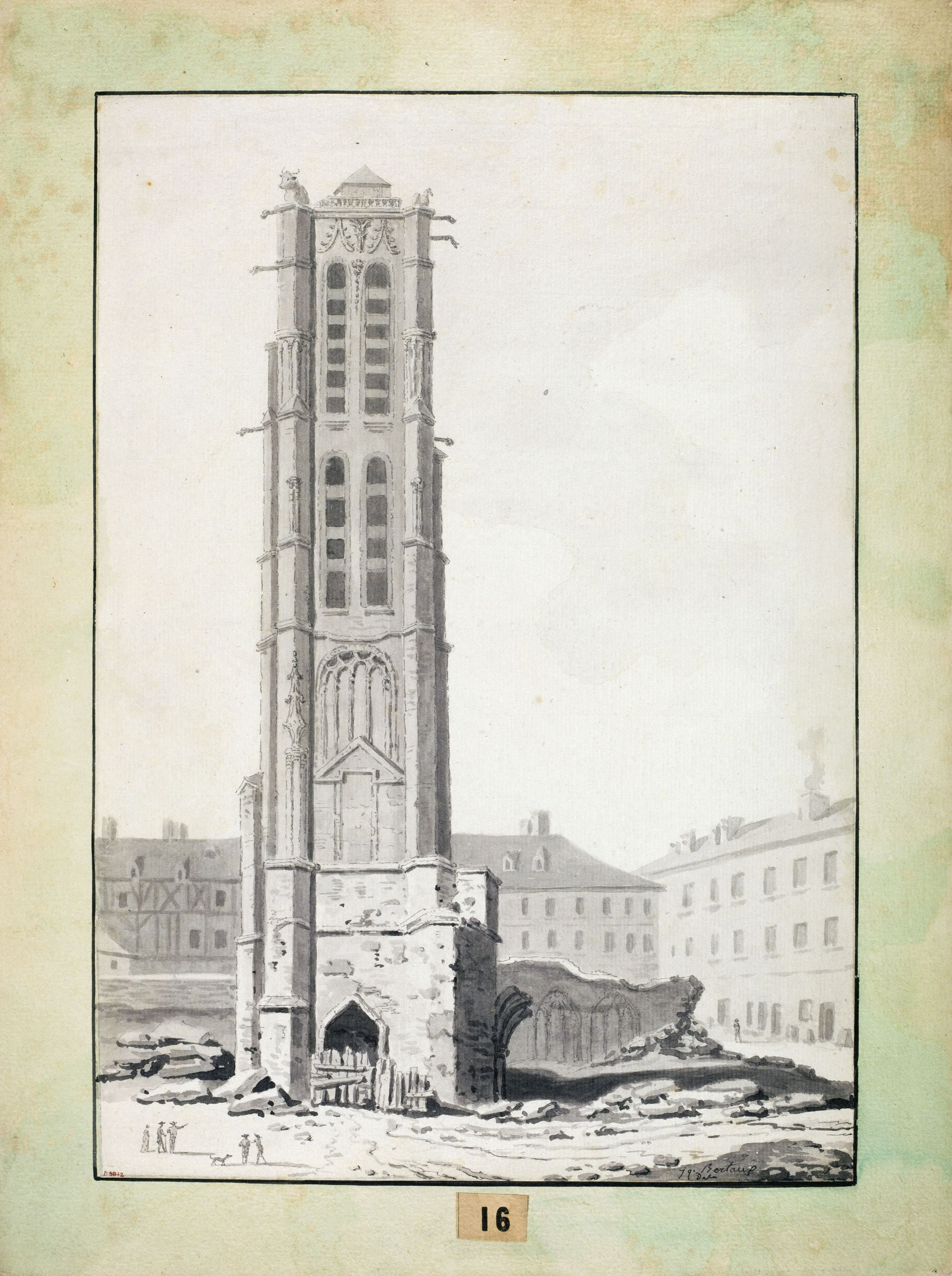
La Tour Saint-Jacques après la démolition de l'église, Musée Carnavalet.